# Icon 3
Icon 3 je čtvrté společné studiové album Johna Wettona a Geoffa Downese. Album vyšlo v roce 2009 v Evropě u vydavatelství Frontiers Records.

## Seznam skladeb
Všechny skladby napsali John Wetton a Geoff Downes.
| Pořadí         | Název                                                                    | Délka |
| -------------- | ------------------------------------------------------------------------ | ----- |
| 1.             | Twice the Man I Was                                                      | 4:43  |
| 2.             | Destiny                                                                  | 5:22  |
| 3.             | Green Lights and Blue Skies                                              | 4:25  |
| 4.             | Raven                                                                    | 3:58  |
| 5.             | My Life Is in Your Hands                                                 | 6:22  |
| 6.             | Sex, Power and Money                                                     | 4:28  |
| 7.             | Anna's Kiss                                                              | 4:31  |
| 8.             | Under the Sky                                                            | 4:54  |
| 9.             | Don't Go Out Tonight                                                     | 4:06  |
| 10.            | Never Thought I'd See You Again                                          | 5:03  |
| 11.            | Live Another Day (bonusová skladba pro vydání v Jižní Koreji a Japonsku) | 4:50  |
| 12.            | Peace in Our Time                                                        | 5:40  |
| Celková délka: | Celková délka:                                                           | 53:32 |

## Obsazení
- John Wetton – zpěv, baskytara
- Geoff Downes – klávesy
- Dave Kilminster – kytara
- Hugh McDowell – violoncello
- Pete Riley – bicí
- Andreas Vollenweider – harfa
- Anne-Marie Helder – zpěv